# Ruppia drepanensis
Ruppia drepanensis är en natingväxtart som beskrevs av Vincenzo Tineo. Ruppia drepanensis ingår i Natingsläktet och i familjen natingväxter. Inga underarter finns listade.